# New York Collegium

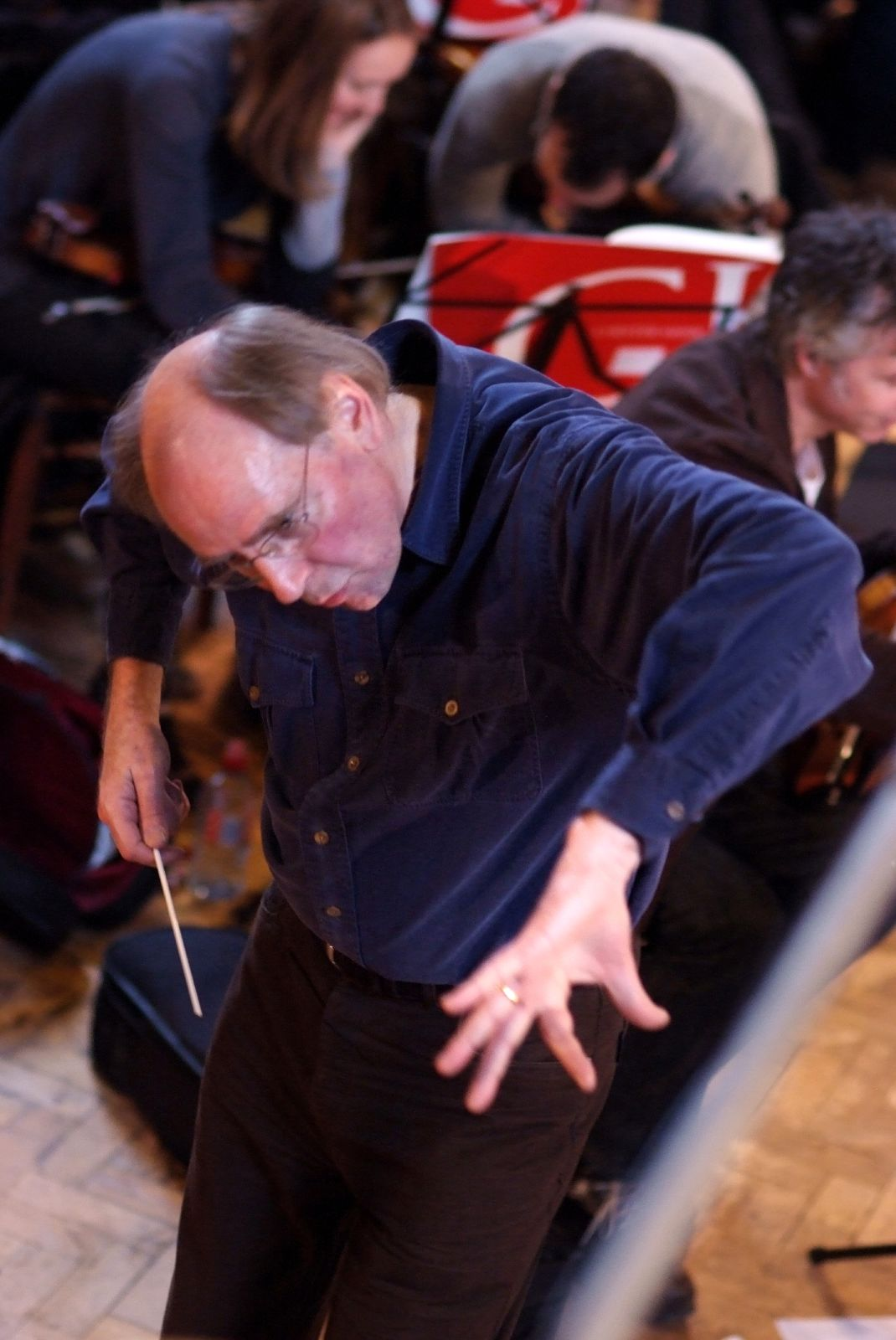
Andrew Parrot.

Le New York Collegium était un ensemble de musique baroque basé à New York, mettant en vedette des instruments et des techniques de performance historiquement authentiques. 

## Présentation
Les artistes du New York Collegium, un ensemble de joueurs et de chanteurs consacrés à la musique de l'ère baroque, étaient parmi les spécialistes de la musique historique les plus connus des États-Unis, et se sont produits dans les salles de concert et les festivals de musique du monde entier. L'ensemble a présenté une série de concerts sur abonnement à Manhattan, devant un large public enthousiaste. Certaines de ces performances ont été diffusées sur WGBH à Boston et sur National Public Radio dans l'émission Performance Today. L'ensemble a été dissous en 2010.  
Andrew Parrott, chef d'orchestre britannique et spécialiste de musique ancienne, a été directeur musical du New York Collegium de 2001 jusqu'à sa dissolution.